# Dead (album Das Moon)
Dead – trzecia płyta zespołu Das Moon wydana 8 kwietnia 2017 roku. Premiera odbyła się w warszawskim klubie Pies Czy Suka.  

## Lista utworów
| Nr  | Tytuł utworu                                                                 | Długość |
| --- | ---------------------------------------------------------------------------- | ------- |
| 1.  | „Dead” (muz. K. Janiak, G. Szyma, M. Musiol, P. Gawlik / sł. K. Janiak)      | 3:25    |
| 2.  | „The Kill” (muz. K. Janiak, G. Szyma, M. Musiol, P. Gawlik / sł. K. Janiak)  | 4:21    |
| 3.  | „Owl” (muz. K. Janiak, G. Szyma, M. Musiol, P. Gawlik / sł. K. Janiak)       | 4:04    |
| 4.  | „City Will” (muz. K. Janiak, G. Szyma, M. Musiol, P. Gawlik / sł. K. Janiak) | 3:18    |
| 5.  | „Time” (muz. K. Janiak, G. Szyma, M. Musiol, P. Gawlik / sł. K. Janiak)      | 4:35    |
| 6.  | „Rain” (muz. K. Janiak, G. Szyma, M. Musiol, P. Gawlik / sł. K. Janiak)      | 3:38    |
| 7.  | „Gone” (muz. K. Janiak, G. Szyma, M. Musiol, P. Gawlik / sł. K. Janiak)      | 2:47    |
| 8.  | „Gold” (muz. K. Janiak, G. Szyma, M. Musiol, P. Gawlik / sł. K. Janiak)      | 3:35    |
| 9.  | „Locust” (muz. K. Janiak, G. Szyma, M. Musiol, P. Gawlik / sł. K. Janiak)    | 3:33    |
| 10. | „Forest” (muz. K. Janiak, G. Szyma, M. Musiol, P. Gawlik / sł. K. Janiak)    | 6:20    |
|     |                                                                              | 39:36   |

## Twórcy
Das Moon:
- Daisy K. - wokal prowadzący
- DJ Hiro Szyma – sampling, instr. klawiszowe, instr. perkusyjne, wokal
- Musiol - gitary, syntezatory, programowanie

Gościnnie:
- Tomasz Świtalski - saksofon (utwory 9 i 10)

## Trasa koncertowa
W ramach trasy promującej album, zespół odbył 11 koncertów w 11 polskich miastach:
| Data             | Miasto              | Klub/Miejsce                          | Źródło |
| ---------------- | ------------------- | ------------------------------------- | ------ |
| 8 kwietnia 2017  | Warszawa            | Pies Czy Suka                         | [ 3 ]  |
| 20 kwietnia 2017 | Wrocław             | Uff                                   | [ 3 ]  |
| 21 kwietnia 2017 | Sosnowiec           | VHS                                   | [ 3 ]  |
| 22 kwietnia 2017 | Kraków              | Piękny Pies                           | [ 3 ]  |
| 4 maja 2017      | Łódź                | New York                              | [ 3 ]  |
| 5 maja 2017      | Ostrów Wielkopolski | Fanaberia                             | [ 3 ]  |
| 6 maja 2017      | Poznań              | U Bazyla                              | [ 3 ]  |
| 1 czerwca 2017   | Gdańsk              | B 90                                  | [ 3 ]  |
| 2 czerwca 2017   | Bydgoszcz           | Estrada Stagebar                      | [ 3 ]  |
| 17 czerwca 2017  | Międzyrzecz         | III Elektro-Industrialna Noc Na Zamku | [ 3 ]  |
| 24 czerwca 2017  | Ciechanów           | Festiwal Fabryka Kultury Zgrzyt       | [ 3 ]  |